# Collège du Cardinal Lemoine

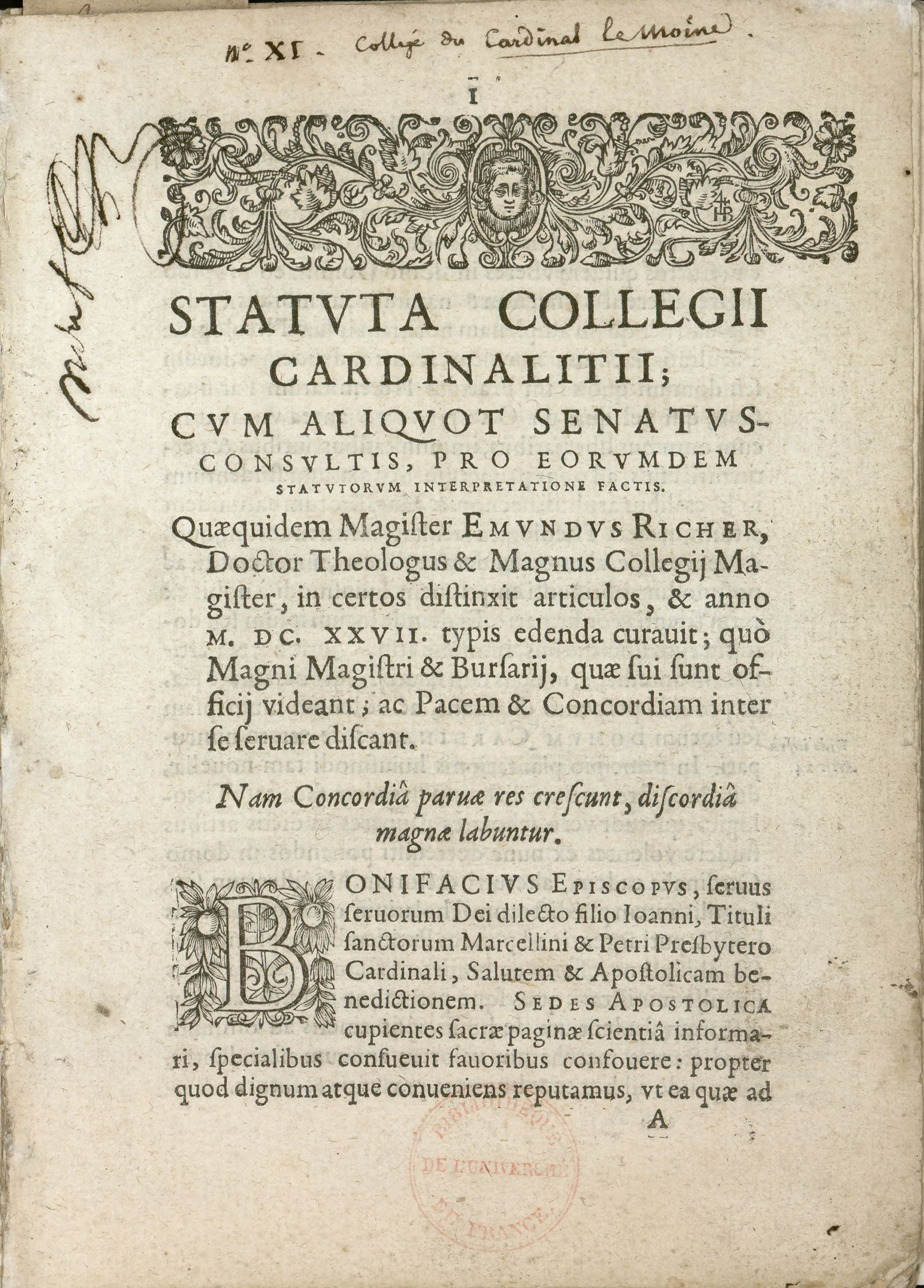
Collège du Cardinal Lemoine (Paris): Gründung und Satzung. Druckwerk, circa 17. Jahrhundert (Sorbonne-Bibliothek, NuBIS)

Das Collège du Cardinal Lemoine ist eines der Collèges der mittelalterlichen Universität Paris. Seine Gebäude standen im 5. Arrondissement, dort, wo heute der untere Teil der Rue du Cardinal Lemoine verläuft.

## Geschichte
Der Kardinal Jean Lemoine wurde als Päpstlicher Legat nach Paris geschickt, um den Auseinandersetzungen zwischen Frankreich und Rom nach der Veröffentlichung der Bulle Unam Sanctam 1302 ein Ende zu setzen.
Hier stiftete er in der Kathedrale Notre Dame, im Kirchenschiff und in der Nähe des Chors eine Kapelle, genannt Autel des paresseux (Altar der Faulen), kaufte 1303 den Augustinern ihren Standort in der Stadt ab und gründete dort für hundert Stipendiaten das Maison du cardinal, das später nach ihm benannte Collège. Kardinal Lemoine starb 1313 und wurde in der Kapelle des Collège beerdigt, ebenso wie sein Bruder André Lemoine, der Bischof von Noyon, der 1315 starb, und ebenso wie der Kardinal ein großer Förderer des Collège war, und es ihm ermöglicht, die Zahl der Stipendiaten zu erhöhen. Ihr Doppelepitaph war noch Ende des 18. Jahrhunderts vorhanden.
Einer der Stipendiaten etablierte in Erinnerung an den Gründer eine jährliche Zeremonie, die La solennité du cardinal (die Feier des Kardinals) genannt wurde:
Am 13. Januar jeden Jahres spielte ein Angehöriger des Collège die Rolle des Kardinals. Im Habit seiner Würde repräsentierte er ihn in der Kirche und bei Tisch und nahm ernsthaft die Komplimente entgegen, die an ihn gerichtet wurden. Später assistierten die Komödianten des Hôtel de Bourgogne bei der weihevollen Messe, die zu dieser Feier gesungen wurde. Dies war ein Tribut der Anerkennung, die von der der Familie des Prälaten bezahlt wurde, die im Saal eine Loge besaß, die man lange Zeit Loge des Kardinals nannte.
Die Gebäude wurden 1757 erneuert. 1790 wurde das Collège aufgelöst und in Staatseigentum überführt. Ein königlicher Befehl vom 7. Juli 1824 schrieb vor, dass an dieser Stelle drei Straßen gebaut werden sollten – die Rue du Cardinal Lemoine wurde 1825 eingeweiht.

## Professoren
- Jacques Lefèvre d’Étaples

## Schüler
- Guillaume Farel
- Pierre André Latreille
- Edmond Richer